# Gymnobela ceramensis
Gymnobela ceramensis é uma espécie de gastrópode do gênero Gymnobela, pertencente a família Raphitomidae.